# Хоенпајсенберг
Хоенпајсенберг (њем. Hohenpeißenberg) општина је у њемачкој савезној држави Баварска. Једно је од 34 општинска средишта округа Вајлхајм-Шонгау. Према процјени из 2010. у општини је живјело 3.833 становника. Посједује регионалну шифру (AGS) 9190130.

## Географски и демографски подаци
Хоенпајсенберг се налази у савезној држави Баварска у округу Вајлхајм-Шонгау. Општина се налази на надморској висини од 780 метара. Површина општине износи 20,5 km². У самом мјесту је, према процјени из 2010. године, живјело 3.833 становника. Просјечна густина становништва износи 187 становника/km².